# Diffundente sole iustitiae radios
Diffundente sole iustitiae radios (česky: Když slunce spravedlnosti rozlévalo paprsky) je česká latinsky psaná literární památka, jež vznikla okolo roku 1300. Autor je neznámý. Jde o cyrilometodějskou legendu, byť legendárních prvků není mnoho (k výjimkám patří např. splnění Metodějovy věštby) a text má více historiografický nádech, proto je někdy též označován za kroniku. Název není původní, "Diffundente sole iustitiae radios" jsou prvá slova legendy (takové označování legend je dlouhodobější literárněhistorický úzus). V jednom ze sedmi dochovaných rukopisů se dochoval nadpis De sancto Quirillo et conversione Moraviae et Bohemiae (O sv. Cyrilu a obrácení Moravy a Čech). V textu není popsána jen činnost byzantských věrozvěstů na Velké Moravě, ale i rozšíření křesťanství do Čech (pokřtění Bořivoje) a činnost prvních přemyslovských křesťanských knížat (až po Vratislava, otce sv. Václava). Ač je legenda latinskou, prosvítá jí snaha obhájit slovanskou liturgii. Její předlohou patrně byla Kristiánova legenda, originální je vsuvka o Metodějově cestě do Čech a jeho pokřtění kněžny Ludmily. Inovativní je též forma (rytmická klauzule cursus velox). V minulosti existovaly též názory (k jejich nejznámějším zastáncům patřil Josef Dobrovský), že naopak Diffundente bylo předlohou pro Kristiánovu legendu. Obrácení chronologie prosadil zejména Josef Pekař. Potíže a spory mj. spočívaly v tom, že legenda Diffundente se zachovala ve spojení s legendou jinou, ludmilskou, začínající slovy Factum est, jako jakási její předmluva, a až postupně se prosadil názor, že oba texty je nutno zkoumat a datovat samostatně. Je pravděpodobné, že Diffundente byla jedním z pramenů Kosmových. Ve třech ze sedmi dochovaných rukopisech se dochoval český překlad, pocházející ve všech případech asi ze 14. století, možná z 15. století.